# Jessica van der Walt
Jessica van der Walt (* 23. Juni 1995 in Wauchope als Jessica Turnbull) ist eine australische Squashspielerin.

## Karriere
Jessica van der Walt begann 2012 ihre Karriere und gewann bislang acht Titel auf der PSA World Tour. Ihre höchste Platzierung in der Weltrangliste erreichte sie mit Rang 56 am 8. Januar 2024. Als Kadermitglied der australischen Nationalmannschaft nahm sie an den World Games 2017, bei denen sie in der ersten Runde ausschied, sowie an den Weltmeisterschaften 2022 und 2024 teil. 2019 wurde sie mit Sarah Cardwell Vizeweltmeisterin im Doppel. 2022 wurde sie nach einem Finalsieg über Donna Lobban australische Meisterin und wiederholte diesen Erfolg 2023 und 2024.
Ihr Bruder Nathan Turnbull war ebenfalls Squashprofi. Van der Walt ist verheiratet.

## Erfolge
- Vizeweltmeisterin im Doppel: 2019 (mit Sarah Cardwell)
- Gewonnene PSA-Titel: 8
- Australische Meisterin: 3 Titel (2022–2024)